# Paracodia
Paracodia is een geslacht van vlinders van de familie uilen (Noctuidae), uit de onderfamilie Acontiinae.

## Soorten
- P. albiceps Druce, 1909
- P. globifrons Dyar, 1920